# 資產階級革命
資產階級革命，又称资产阶级民主革命、民主革命，在殖民地或半殖民地国家被称作民族民主革命，在马克思主义理论中，是由資產階級领导，旨在推翻封建社會，建立资本主义制度的革命:3769；通常与無產階級革命或新民主主義革命相对。
列宁在1905年俄国革命中提出了无产阶级领导资产阶级革命，毛泽东将其发展为新民主主义理论。毛泽东认为这种革命“虽然在一方面是替资本主义扫清道路，但在另一方面又是替社会主义创造前提。”秘鲁共产党、印度共产党(毛主义)等马列毛主义政党宣称自己进行的革命是新民主主义革命。新民主主义革命被毛派认为无产阶级领导的资产阶级革命。

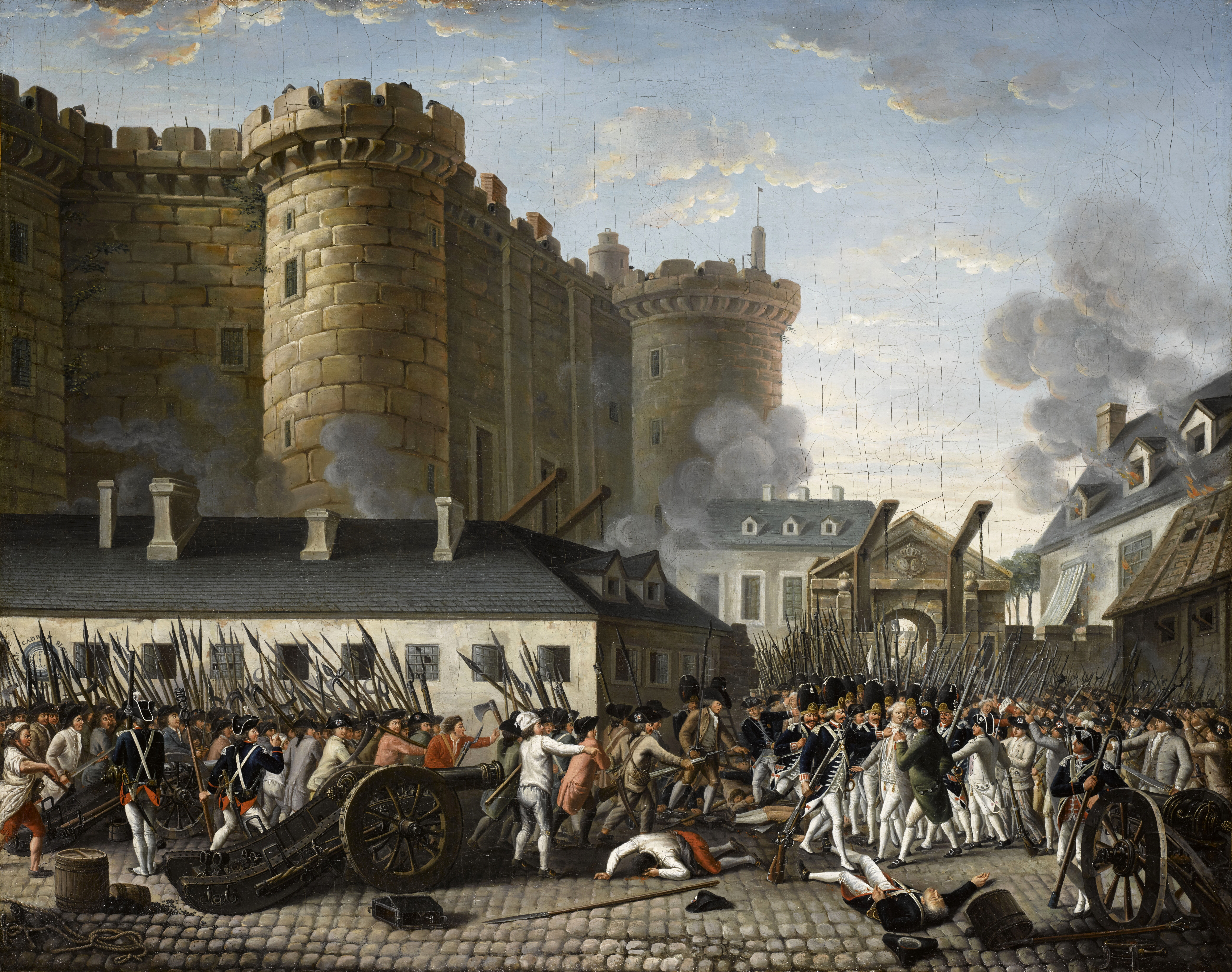
法国大革命是典型的资产阶级革命

## 列表
- 尼德兰革命(1568年-1648年)[4]:318
- 英国资产阶级革命(1642年－1651年)[5]:21[6]:35[7]:48
- 美国独立战争(1775年–1783年)[5]:45[7]:46
- 法国大革命(1789年–1794年)[6]:127[7]:67[5]:55
- 法国七月革命(1830年)[6]:172
- 1848年革命(1848年-1849年)
  - 法国二月革命(1848年)[6]:233
  - 德意志1848年革命(1848年–1849年)[6]:255[8]:83
  - 意大利邦国1848年革命(1848年)
  - 1848年匈牙利革命(1848年–1849年)
- 菲律宾革命(1896年–1898年)[9]:150
- 1905年俄国革命(1905年–1907年)[10]:70[9]:130
- 波斯立宪革命(1905年–1911年)[9]:152
- 青年土耳其党人革命(1908年)[9]:160
- 葡萄牙王国1910年10月5日革命
- 辛亥革命(1911年–1912年)[11]:301[12]:6
- 墨西哥革命(1910年–1917年)[9]:224
- 俄国二月革命(1917年)[13][10]:196[14]:15
- 德国十一月革命(1918年–1919年)[15]:633
- 凯末尔革命(1919年–1923年)[5]:348

## 另見
- 資產階級
- 新民主主义、新民主主义革命